# Sint-Antoniuskapel (Neer)
De Sint-Antoniuskapel is een kapel in Neer in de Nederlandse gemeente Leudal. De kapel staat aan de Rohrstraat in buurtschap Eiland ten zuiden van het dorp.
Op ongeveer 750 meter naar het zuidwesten staat de Sint-Isidoruskapel.
De kapel is gewijd aan de heilige Antonius van Padua.

## Gebouw
De bakstenen kapel is opgetrokken op een rechthoekig plattegrond en wordt gedekt door een verzonken zadeldak met leien. In de beide zijgevels is er elk een spitsboogvenster aangebracht en staan er op de hoeken pilasters. De achtergevel is een puntgevel met verbrede aanzet en de frontgevel een tuitgevel met verbrede aanzet met op de tuit een smeedijzeren kruis. In de frontgevel bevindt zich de spitsboogvormige toegang van de kapel.
Van binnen is de kapel uitgevoerd in gele bakstenen en tegen de achterwand is een altaar gemetseld in rode bakstenen. Op het altaar staat op een bakstenen voetstuk een beeld van de heilige Antonius van Padua die de heilige toont in een bruine monnikspij met op zijn linkerarm het kindje Jezus en in zijn rechterhand een lelie.